# カメラ・カメラ
『カメラ・カメラ』（Camera Camera）は、イギリスのプログレッシブ・ロック・バンド、ルネッサンスが1981年に発表した10作目のスタジオ・アルバム。アニー・ハズラム加入後としては8作目に当たる。

## 背景
1980年にジョン・タウトとテレンス・サリヴァンが脱退し、残されたメンバーのうちアニー・ハズラムとマイケル・ダンフォードは、ピーター・ゴスリング（キーボード、ボーカル）と共に「ネヴァーダ」というバンドを結成して、「In the Bleak Midwinter」（1980年）、「You Know I Like It」（1981年）といったシングルを発表した。また、ジョン・キャンプはロイ・ウッド率いる「ヘリコプターズ」に加入した。しかし、最終的にはハズラム、ダンフォード、キャンプによりルネッサンスが再編され、ネヴァーダのメンバーでもあったゴスリングと、新ドラマーのピーター・バロンが迎えられた。なお、本作収録曲「Faeries (Living at the Bottom of the Garden)」は、ネヴァーダにより録音されていた曲のリメイクである。
音楽的には、以前の作品と異なりオーケストレーションは導入されず、当時の流行を反映した作風で、ジャケット写真も含めてニュー・ウェイヴからの影響が指摘されている。なお、作詞家のベティ・サッチャーは、本作を最後に一旦ルネッサンスとの長年の関係を終了したが、後にダンフォードがステファニー・アドリントン（ボーカル）を迎えてルネッサンス名義で発表したアルバム『もう一人の私』（1995年）で、再びダンフォードとの共作を行った。

## 反響・評価
セールス的には大きな成功に至らず、アメリカでは1981年12月19日付のBillboard 200で最高196位を記録するにとどまった。また、全英アルバムチャートでは、前2作に続くチャート入りを果たせなかった。
Stewart Masonはオールミュージックにおいて5点満点中3.5点を付け「意外と良いアルバム」「賢明なことに、ルネッサンスはスパンダー・バレエやデュラン・デュラン方面のニュー・ウェイヴ市場を狙うのではなく、ピーター・ガブリエルの3作目のソロ・アルバム、そして何よりケイト・ブッシュを思わせる、より芸術的なニュー・ウェイヴとアート・ロックの融合を試みている」と評している。

## 収録曲
特記なき楽曲はベティ・サッチャーとマイケル・ダンフォードの共作。イギリス初回盤LP (ILP 008)は、「Bonjour Swansong」を除く8曲入りだった。
1. "Camera Camera" (Michael Dunford, Jon Camp) – 6:05
2. "Faeries (Living at the Bottom of the Garden)" (M. Dunford, Peter Gosling) – 4:02
3. "Remember" – 4:36
4. "Bonjour Swansong" – 3:40
5. "Tyrant-Tula" (M. Dunford, J. Camp) – 6:00
6. "Okichi-San" – 6:00
7. "Jigsaw" – 5:07
8. "Running Away from You" (J. Camp) – 3:54
9. "Ukraine Ways" (M. Dunford, J. Camp) – 6:26

## 参加ミュージシャン
- アニー・ハズラム - ボーカル
- マイケル・ダンフォード - ギター、バッキング・ボーカル
- ピーター・ゴスリング - キーボード、バッキング・ボーカル
- ジョン・キャンプ - エレクトリックベース、ギター、バッキング・ボーカル
- ピーター・バロン - ドラムス、パーカッション、バッキング・ボーカル